# Prayungan (Lengkong)
Prayungan is een bestuurslaag in het regentschap Nganjuk van de provincie Oost-Java, Indonesië. Prayungan telt 3069 inwoners (volkstelling 2010).